# Grézieu-le-Marché
Grézieu-le-Marché ist eine französische Gemeinde mit 831 Einwohnern (Stand 1. Januar 2022) im Département Rhône in der Region Auvergne-Rhône-Alpes. Sie gehört zum Arrondissement Lyon und zum Kanton Vaugneray.

## Nachbargemeinden
Grézieu-le-Marché liegt am Flüsschen Gimond. Nachbargemeinden sind Meys im Norden, Aveize im Nordosten, Pomeys im Südosten, Chazelles-sur-Lyon im Südwesten, sowie Viricelles und Maringes im Nordwesten.

## Bevölkerungsentwicklung
| Jahr                       | 1962 | 1968 | 1975 | 1982 | 1990 | 1999 | 2013 |
| Einwohner                  | 644  | 609  | 573  | 648  | 728  | 742  | 770  |
| Quellen: Cassini und INSEE |      |      |      |      |      |      |      |